# Marcia Gay Harden
Marcia Gay Harden (La Jolla, Kalifornia, 1959. augusztus 14. –) Oscar- és Tony-díjas amerikai színésznő.

## Élete és pályafutása
Harden egy tengerésztiszt lányaként született 1959-ben. Családjával sokszor költöztek, jártak Japánban, Németországban, Olaszországban és Görögországban is. Harden európai ideje alatt kezdett el érdeklődni a színészet iránt, és visszatérve az Egyesült Államokba beiratkozott drámaszakra a Texasi Egyetemen. 1988-ban végzett mesterszakon a New York-i Egyetemen.
Első filmszerepe aprócska volt az Imagemaker-ben. A figyelmet a Coen testvérek A halál keresztútján című filmjében keltette fel, mint egy gengszter barátnője és további dicsérő szavakra talált a Sinatra című minisorozatban, ahol Ava Gardner színésznőt alakította. A karrierje azonban zötyögősen haladt tovább, és a következő éveket vendégszerepekkel és kisebb mellékszerepekkel töltötte tévésorozatokban vagy filmekben.
1993-ban debütált a Broadwayn, ahol egy meleg jogász feleségét játszotta az Angyalok Amerikában című színdarabban. Játékát Tony-díjra jelölték és elnyerte a legjobb színésznőnek járó Theatre World-díjat. A mozivászonra visszatérve Diane Keaton, Goldie Hawn és Bette Midler mellett játszott a nagysikerű Elvált nők klubja című vígjátékban. Egy évvel később Robin Williams társaként játszott a Flubber – A szórakozott professzorban, majd 1998-ban felbukkant a Ha eljön Joe Black című filmdrámában, aminek főszerepét Brad Pitt és Anthony Hopkins alakította.
2000-ben Harden Clint Eastwooddal dolgozott együtt az Űrcowboyok című kalandfilmben. Ugyanebben az évben megkapta Jackson Pollock festő feleségének szerepét az önéletrajz ihletésű Pollock című filmben, amiért elnyerte a legjobb női mellékszereplőnek járó Oscar-díjat. 2002-ben Shakespeare Lear király című színdarabjából készült filmadaptáció, egy western stílusú tévéfilm képében Lear főnök: Texas királya címmel. Harden két évig az Education of Max Bickford stábját bővítette oldalán Richard Dreyfuss-szal. 2003-ban újra Oscar-díjra jelölték Eastwood filmjében, a Titokzatos folyóban nyújtott alakításáért, amiben Tim Robbins feleségét játszotta.
2007-ben Stephen King regényének A köd című filmadaptációjában kapott mellékszerepet, amivel Szaturnusz-díjat nyert. 2009-ben visszatért a színpadra, és egy éven át játszott Az öldöklés istene című színdarabban, amivel elnyerte a legjobb női főszereplőnek járó Tony-díjat. 2015-től E. L. James erotikus regényének, A szürke ötven árnyalatának filmadaptációjába is beválogatták, amiben Grey édesanyját alakította. 2017-ben és 2018-ban is felbukkant a Grey trilógia újabb részeiben.
Harden a televízióban is folytatta a színészkedést. Az Esküdt ellenségek: Különleges ügyosztályban vendégszerepet vállalt, amivel időnként visszatért a sorozatba. 2009-ben Anna Paquin édesanyját játszotta a Courageous Heart of Irena Sendlerben. További szereplést vállalt a Híradósokban és a Hogyan ússzunk meg egy gyilkosságot?-ban Viola Davisszel. 2015-től 2018-ig a Vészhelyzet: Los Angeles állandó tagja volt. 
2019-ben bűnügyi filmben játszott Love You to Death címmel, valamint a Netflix rendezte Közvetlen célpontban.

### Magánélete
Harden 1996-ban ment férjhez Thaddaeus Scheelhez, akitől három gyermeke született, Eulala és egy ikerpár, Julietta és Hudson. 2012-ben Harden elvált Scheeltől.

## Filmográfia

### Film
| Év   | Magyar cím                                      | Eredeti cím                                | Szerep                    | Magyar hang        |
| ---- | ----------------------------------------------- | ------------------------------------------ | ------------------------- | ------------------ |
| 1990 | A halál keresztútján                            | Miller's Crossing                          | Verna Bernbaum            | Udvaros Dorottya   |
| 1991 | Az utolsó vacsora                               | Late for Dinner                            | Joy Husband               | Andresz Kati       |
| 1992 | Összetörve                                      | Crush                                      | Lane                      |                    |
| 1992 | Lestrapált emberek                              | Used People                                | Norma                     |                    |
| 1994 | A hetedik fiú (Halálhírre várva)                | Safe Passage                               | Cynthia                   | Spilák Klára       |
| 1996 | Spitfire Grill                                  | The Spitfire Grill                         | Shelby Goddard            | Frajt Edit         |
| 1996 | Kiruccanók                                      | The Daytrippers                            | Libby                     |                    |
| 1996 | Elvált nők klubja                               | The First Wives Club                       | Dr. Leslie Rosen          | Varga Mária        |
| 1996 | Drágám, add az életed!                          | Spy Hard                                   | Miss Cheevus              | Zsolnai Júlia      |
| 1996 | Távoli kikötő                                   | Far Harbor                                 | Arabella                  | Náray Erika        |
| 1997 | Flubber – A szórakozott professzor              | Flubber                                    | Dr. Sara Jean Reynolds    | Kiss Mari          |
| 1998 | Gyilkos donor                                   | Desperate Measures                         | Dr. Samantha Hawkins      | Fehér Anna         |
| 1998 | Ha eljön Joe Black                              | Meet Joe Black                             | Allison Parrish           | Andresz Kati       |
| 1998 | Szellemtanya                                    | Curtain Call                               | Michelle Tippet           | Kiss Erika         |
| 2000 | Űrcowboyok                                      | Space Cowboys                              | Sara Holland              | Kovács Nóra        |
| 2000 | Pollock                                         | Pollock                                    | Lee Krasner               | Nyakó Júlia        |
| 2001 | Galiba a Gaudi házban                           | Gaudi Afternoon                            | Frankie Stevens           | Kiss Erika         |
| 2003 | Titokzatos folyó                                | Mystic River                               | Celeste Boyle             | Nyakó Júlia        |
| 2003 | A senki gyermekei                               | Casa de los Babys                          | Nan                       |                    |
| 2003 | Mona Lisa mosolya                               | Mona Lisa Smile                            | Nancy Abbey               | Vándor Éva         |
| 2004 | Az elnök emberére talál                         | Welcome to Mooseport                       | Grace Sutherland          | Kiss Erika         |
| 2004 | Utóirat: Szeretlek                              | P.S.                                       | Missy Goldberg            | Andresz Kati       |
| 2005 | Gáz van, jövünk!                                | Bad News Bears                             | Liz Whitewood             | Kiss Erika         |
| 2005 | Gáz van, jövünk!                                | Bad News Bears                             | Liz Whitewood             | Árkosi Kati        |
| 2005 | Amerikai fegyver                                | American Gun                               | Janet Huttenson           | Andresz Kati       |
| 2006 | American Dreamz                                 | American Dreamz                            | First Lady                | Andresz Kati       |
| 2006 | A halott lány                                   | The Dead Girl                              | Melora                    | Varga Klári        |
| 2006 | Beugratás                                       | The Hoax                                   | Edith Irving              | Kiss Erika         |
| 2006 | Festővászon                                     | Canvas                                     | Mary Marino               |                    |
| 2007 | Láthatatlan                                     | The Invisible                              | Diane Powell              | Menszátor Magdolna |
| 2007 | Út a vadonba                                    | Into the Wild                              | Billie McCandless         | Antal Olga         |
| 2007 | Sorsvonat                                       | Rails & Ties                               | Megan Stark               | Tóth Enikő         |
| 2007 | A köd                                           | The Mist                                   | Mrs. Carmody              | Andresz Kati       |
| 2008 |                                                 | Home                                       | Inga                      |                    |
| 2008 | Karácsonyi fények                               | Thomas Kinkade's Home for Christmas        | Maryanne Kinkade          | Andresz Kati       |
| 2009 | Műkedvelő műkincsrablók                         | The Maiden Heist                           | Rose Barlow               | Andresz Kati       |
| 2009 | Hajrá Bliss!                                    | Whip It                                    | Brooke Cavendar           | Csere Ágnes        |
| 2010 | Egy macska kettős élete                         | Une vie de chat                            | Jeanne (angol hangja)     |                    |
| 2011 | A mintatanár                                    | Detachment                                 | Carol Dearden igazgató    | Nyakó Júlia        |
| 2011 |                                                 | Someday This Pain Will Be Useful to You    | Marjorie Dunfour          |                    |
| 2012 |                                                 | Noah's Ark: The New Beginning              | Aamah (hangja)            |                    |
| 2012 |                                                 | If I Were You                              | Madelyn                   |                    |
| 2013 | Vágyak nyomában                                 | The Wine of Summer                         | Shelley                   | Andresz Kati       |
| 2013 | Félelmetes nap                                  | Parkland                                   | Doris Nelson főnővér      | Csere Ágnes        |
| 2014 | Káprázatos holdvilág                            | Magic in the Moonlight                     | Mrs. Baker                | Andresz Kati       |
| 2014 | Te nem vagy te                                  | You're Not You                             | Elizabeth                 | Kovács Nóra        |
| 2014 |                                                 | Elsa & Fred                                | Lydia Barcroft            |                    |
| 2014 |                                                 | Unity (dokumentumfilm)                     | narrátor                  |                    |
| 2015 | Nagyi                                           | Grandma                                    | Judy                      | Vándor Éva         |
| 2015 | A szürke ötven árnyalata                        | Fifty Shades of Grey                       | Grace Trevelyan Grey      | Kocsis Judit       |
| 2015 | Az utaskísérő – Senkit nem hagy kielégítetlenül | Larry Gaye: Renegade Male Flight Attendant | FAFAFA elnöke             | Nádasi Veronika    |
| 2015 |                                                 | After Words                                | Jane Taylor               |                    |
| 2016 | Érettségi után, érettség előtt                  | Get a Job                                  | Katherine Dunn            | Kocsis Judit       |
| 2017 | A sötét ötven árnyalata                         | Fifty Shades Darker                        | Grace Trevelyan Grey      | Kocsis Judit       |
| 2018 | A szabadság ötven árnyalata                     | Fifty Shades Freed                         | Grace Trevelyan Grey      | Kocsis Judit       |
| 2019 | Közvetlen célpont                               | Point Blank                                | Regina Lewis              | Vándor Éva         |
| 2020 |                                                 | Pink Skies Ahead                           | Pamela                    |                    |
| 2021 | Moxie, avagy a vagány csajok visszavágnak       | Moxie                                      | Marlene Shelly igazgatónő | Kovács Nóra        |
| 2022 |                                                 | Gigi & Nate                                | Claire Gibson             |                    |
| 2022 | Valld be, Fletch                                | Confess, Fletch                            | Sylvia de Grassi grófnő   |                    |
| 2022 |                                                 | Tell It Like a Woman                       | Dr. Patrovi               |                    |
| 2023 |                                                 | Daughter of the Bride                      | Diane York                |                    |
| 2023 | Knox notesza                                    | Knox Goes Away                             | Ruby Knox                 | Kiss Erika         |

### Színházi szerepek
| Év      | Színdarab                | Szerep                      | Színház                    |
| ------- | ------------------------ | --------------------------- | -------------------------- |
| 1989    | The Man Who Shot Lincoln | Mary Devlin                 | Astor Place Theatre        |
| 1992    | The Years                | Isabella                    | New York City Center       |
| 1993–94 | Angyalok Amerikában      | Harper Pitt / Martin Heller | Walter Kerr Theatre        |
| 1994    | Simpatico                | Cecilia                     | Joseph Papp Public Theater |
| 2001    | Sirály                   | Masha                       | Delacorte Theater          |
| 2002    | The Exonerated           | beugró                      | Bleecker Street Theatre    |
| 2009–10 | Az öldöklés istene       | Veronica                    | Bernard B. Jacobs Theatre  |

## Fontosabb díjak és jelölések
| Cím                                      | Díj                     | Kategória                        | Eredmény |
| ---------------------------------------- | ----------------------- | -------------------------------- | -------- |
| Filmek és sorozatok                      |                         |                                  |          |
| Elvált nők klubja                        | Nemzeti Filmszemle, USA | Legjobb szereplőgárda            | Elnyerte |
| Pollock                                  | Oscar-díj               | Legjobb női mellékszereplő       | Elnyerte |
| Titokzatos folyó                         | Oscar-díj               | Legjobb női mellékszereplő       | Jelölve  |
| Titokzatos folyó                         | Screen Actors Guild-díj | Legjobb szereplőgárda (mozifilm) | Jelölve  |
| Út a vadonba                             | Screen Actors Guild-díj | Legjobb szereplőgárda (mozifilm) | Jelölve  |
| Esküdt ellenségek: Különleges ügyosztály | Primetime Emmy-díj      | Legjobb vendégszínésznő          | Jelölve  |
| A köd                                    | Szaturnusz-díj          | Legjobb női mellékszereplő       | Elnyerte |
| The Courageous Heart of Irena Sendler    | Primetime Emmy-díj      | Legjobb női mellékszereplő       | Jelölve  |
| Színpadi elismerések                     |                         |                                  |          |
| Angyalok Amerikában                      | Theatre World-díj       | kitüntetés                       | Elnyerte |
| Angyalok Amerikában                      | Drama Desk-díj          | Legjobb női mellékszereplő       | Jelölve  |
| Angyalok Amerikában                      | Tony-díj                | Legjobb női mellékszereplő       | Jelölve  |
| Az öldöklés istene                       | Drama Desk-díj          | Legjobb női főszereplő           | Jelölve  |
| Az öldöklés istene                       | Tony-díj                | Legjobb női főszereplő           | Elnyerte |